# Elizabeth Becker (escritora)
Elizabeth Becker es una autora y periodista estadounidense que cubrió asuntos nacionales e internacionales como corresponsal del New York Times y fue miembro del personal que ganó el Premio Pulitzer 2002 por Servicio Público. Fue editora extranjera sénior de National Public Radio, donde recibió dos premios DuPont-Columbia como productora ejecutiva por informar sobre las primeras elecciones democráticas de Sudáfrica y el genocidio de Ruanda. Comenzó su carrera como corresponsal de guerra para The Washington Post cubriendo el conflicto de Camboya. Es autora de la novela When the War Was Over, a modern story of Cambodia and the Khmer Rouge.
En diciembre de 1978, Becker fue miembro -junto con Malcolm Caldwell y Richard Dudman- del último grupo de periodistas y escritores occidentales invitados a visitar Camboya desde que los jemeres rojos tomaron el poder en abril de 1975. Los tres visitantes recibieron una gira altamente custodiada del país: "Viajamos en una burbuja", escribió Becker, "a nadie se le permitía hablar libremente". El 22 de diciembre, Caldwell tuvo una audiencia privada con Pol Pot, el líder de Camboya. Después de la reunión, regresó con un estado de ánimo descrito como "eufórico" a la casa de huéspedes en Phnom Penh donde se alojaban los tres. Sobre las 11:00 p. m. esa noche, Becker fue despertada por el sonido de unos disparos. Salió de su habitación y vio a un camboyano fuertemente armado que le apuntó con una pistola. Corrió de vuelta a su habitación y escuchó gente moviéndose y más disparos. Una hora más tarde, un camboyano se acercó a la puerta de su habitación y le dijo que Caldwell había muerto. Ella y Dudman fueron a su habitación. Le habían disparado en el pecho y el cuerpo de un hombre camboyano también estaba en la habitación, posiblemente el mismo hombre que apuntó con la pistola a Becker.
Becker es la autora de Overbooked: The Exploding Business of Travel and Tourism, que fue nombrado uno de los mejores libros de no ficción de Amazon el año de su lanzamiento. También es autora de America's Vietnam War: A Narrative History for young adults y Bophana, que solo está disponible en Camboya. Su investigación temprana del Khmer Rouge fue detallada en A Problem from Hell; America in the Age of Genocide por Samantha Power.

## Biografía seleccionada
- When the War Was Over: Cambodia and the Khmer Rouge Revolution. Nueva York: Simon & Schuster. 1986. ISBN 0-671-41787-8. OCLC 13334079.
- America's Vietnam War: A Narrative History. Nueva York: Clarion Books. 1992. ISBN 0-395-59094-9. OCLC 24795769.
- Overbooked: The Exploding Business of Travel and Tourism. Nueva York: Simon & Schuster. 2013. ISBN 9781439160992. OCLC 800024781.